# Rochau
Rochau là một đô thị thuộc huyện Stendal, bang Sachsen-Anhalt, Đức. Đô thị Rochau có diện tích 20,1 km², dân số thời điểm ngày 31 tháng 12 năm 2006 là 709 người.